# ألفونسو ماتا ماتا
ألفونسو ماتا ماتا (بالإسبانية: Alfonso Mata)‏ هو لاعب اتحاد الرغبي إسباني، ولد في 14 مارس 1976 في بلد الوليد في إسبانيا.